# Nuage de Rho Ophiuchi
Le nuage de Rho Ophiuchi est un nuage moléculaire géant de la Voie lactée composé en partie d'hydrogène ionisé et de poussière sombre. Il doit son nom à l'étoile qui domine la région dans laquelle il se trouve, ρ Ophiuchi, elle-même située à trois degrés au nord d'Antarès, dans la constellation d'Ophiuchus.
Avec une distance moyenne de seulement 130 parsecs (420 années-lumière), c'est l'une des régions de formation d'étoiles les plus proches du système solaire. Il appartient à l'ensemble galactique de l'association Scorpion-Centaure, qui est à l'origine de la compression initiale ayant engendré les processus de formation stellaire en son sein. Morphologiquement, le complexe de Rho Ophiuchi apparaît divisé en deux nuages principaux, qui portent les désignations de LDN 1688, qui forme le noyau principal, et de LDN 1689, de masse inférieure. Plusieurs filaments nébuleux sombres sont de plus connectés aux deux nuages. 
Grâce à sa proximité, ce nuage constitue un domaine de recherche intéressant sur l'évolution initiale des étoiles de faible masse et des naines brunes, ainsi qu'un laboratoire pour étudier les phénomènes de formation d'étoiles à la chaîne. 

## Observation

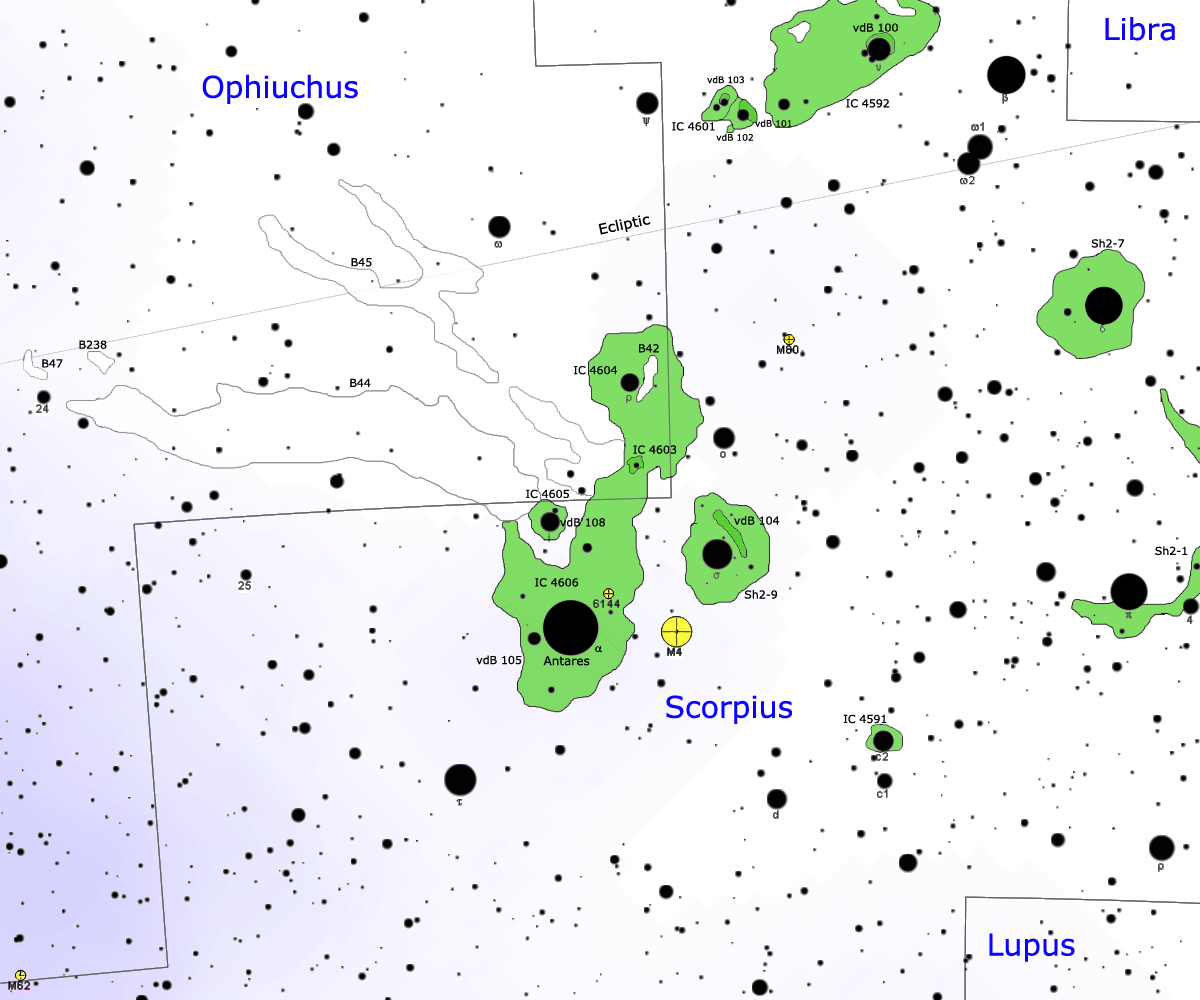
Carte de la région de Rho Ophiuchi.

La zone du ciel dans laquelle se trouve le nuage est facile à identifier : elle est située à proximité du groupe d'étoiles bleues et brillantes qui composent la tête du Scorpion. C'est un groupe d'étoiles physiquement liées entre elles, connu comme le sous-groupe du Haut-Scorpion (ou association OB2 du Scorpion), qui forme la partie la plus septentrionale de l'association Scorpion-Centaure, l'association OB la plus proche du système solaire.
Le nuage est centré sur les étoiles ρ Ophiuchi et Antarès. Sa caractéristique principale, tel qu'observé aux jumelles sous un ciel sombre et clair, est l'absence presque totale d'étoiles de fond : les étoiles de quatrième, cinquième et sixième magnitudes dominent complètement cette partie du ciel, tandis que les étoiles de septième, huitième et neuvième grandeur semblent presque complètement absentes. Les jumelles ne montrent aucune trace de nébulosité, mais l'assombrissement des champs d'étoiles de fond est parfaitement évident. Un télescope à fort grossissement révèle des étoiles à l'aspect nébuleux près de ρ Ophiuchi, tandis que toute la région à l'est de cette dernière continue de paraître remarquablement pauvre en étoiles sombres ; de longues traînées complètement sombres entourées de champs d'étoiles relativement pauvres dénotent la présence de filaments sombres. Les photographies à longue exposition permettent de saisir différents détails du nuage, dont la coloration varie du bleu profond près de ρ Ophiuchi à l'orange autour d'Antarès.
Le nuage Rho Ophiuchi se situe dans l'hémisphère céleste sud, à une déclinaison moyenne de 24°S ; cela implique une plus grande difficulté d'observation pour les observateurs situés sous les latitudes boréales, bien que la région soit encore entièrement visible même jusqu'à moins de 10° du cercle arctique. Depuis l'hémisphère sud son observation est optimale et, dans le ciel du soir, elle est visible de mai à octobre. L'extrémité septentrionale du nuage est traversée par l'écliptique ; le Soleil passe devant lui entre le 30 novembre et le 2 décembre, tandis que ses occultations par la Lune ou par les planètes du système solaire sont fréquentes.

## Caractéristiques et structure

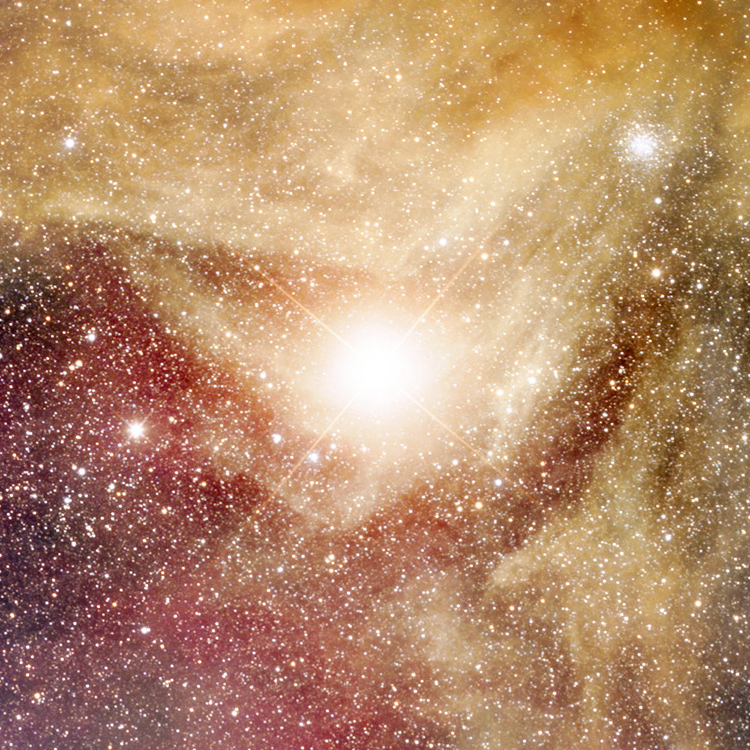
L'extrémité méridionale du nuage est directement éclairée par le rayonnement d'Antarès.

Le nuage de Rho Ophiuchi représente un excellent laboratoire pour l'étude des phénomènes de formation d'étoiles impliquant des étoiles de grande, moyenne et faible masses. Cela s'explique par deux facteurs principaux. En premier lieu, c'est l'un des systèmes de nébuleuses actives de grande masse les plus proches du système solaire, étant donné sa distance de seulement environ 130 pc (∼424 al). Cela permet d'observer le nuage et les phénomènes qui y sont actifs sans être perturbé par un milieu interstellaire trop important ou par la présence d'éventuels nébuleuses obscures placées le long de la ligne de visée. Deuxièmement, le nuage est dans une position telle qu'il peut être observé à partir des deux hémisphères terrestres, à la seule exception des zones proches ou à l'intérieur du cercle polaire arctique. 
Le corps principal du nuage, désigné LDN 1688, est situé près de l'étoile ρ Ophiuchi, qui l'illumine partiellement, le rendant ainsi visible aussi optiquement comme une nébuleuse par réflexion et en émission (cette partie est également désignée IC 4604). Le rayonnement ultraviolet de l'étoile et sa couleur bleuâtre confèrent aux gaz du nuage une couleur nettement bleuâtre. Le nuage s'étend au sud et SSE vers la supergéante rouge Antarès. Une partie des gaz est éclairée directement par la brillante étoile, comme en témoigne la couleur rougeâtre que prend le nuage dans cette région. D'autres étoiles situées juste au sud de ρ Ophiuchi sont à l'origine de l'illumination de différentes sections du nuage, comme par exemple vdB 105. Deux longs filaments périphériques s'étendent à l'est du nuage ; ils sont désignés LDN 1709, qui est au nord-est, et LDN 1704, qui est en direction du nord.
Les régions centrales de LDN 1688 apparaissent d'une nature granuleuse, avec un grand nombre de petites densités nébuleuses sans corps central. Cependant, trois points de plus grande densité, désignés par les lettres A, E et F, prédominent. Le noyau A est lui-même composé de trois concentrations denses de gaz froid d'une masse de 0,5 M☉, appelées SM 1, SM 1N et SM 2, coïncidant avec des noyaux préstellaires. À ces trois noyaux principaux viennent s'y ajouter plus de cinquante secondaires, avec des masses allant de 0,02 à 6,3 M☉. Ces nuages, qui ne constituent ensemble qu'une fraction minime de la masse totale de gaz du nuage, pourraient constituer les toutes premières phases d'un phénomène de formation d'étoiles à venir. Si chacun de ces noyaux s'effondrait en générant une étoile, ils pourraient constituer une fonction de masse initiale.
Le nuage secondaire, situé au sud-est du principal, est désigné LDN 1689. Un filament, LDN 1712, orienté vers le nord-est, s'y connecte. L'ensemble de ces filaments obscurs constitue deux courants parallèles évidents, également indiqués par les abréviations B44 et B45, qui désignent respectivement celui du sud-est et celui du nord-est. Les principaux responsables du chauffage direct du gaz et de la poussière du complexe nébuleux sont les étoiles de classe spectrale B, c'est-à-dire les étoiles bleues de grande masse, localisées à l'intérieur même du nuage, tandis que les régions les plus à l'ouest sont affectées par l'influence de HD 147889, une étoile de septième magnitude située au sud de ρ Ophiuchi. Au total, le complexe nébuleux a une masse de 3000 M☉, dont plus de la moitié est concentrée dans le nuage de LDN 1688.

## Phénomènes de formation stellaire
La formation d'étoiles au sein du nuage de Rho Ophiuchi est active à la fois dans les régions les plus internes et les régions périphériques, en particulier dans les longs filaments qui s'étendent du côté oriental du complexe nébuleux.

### Phénomènes à l'intérieur du nuage

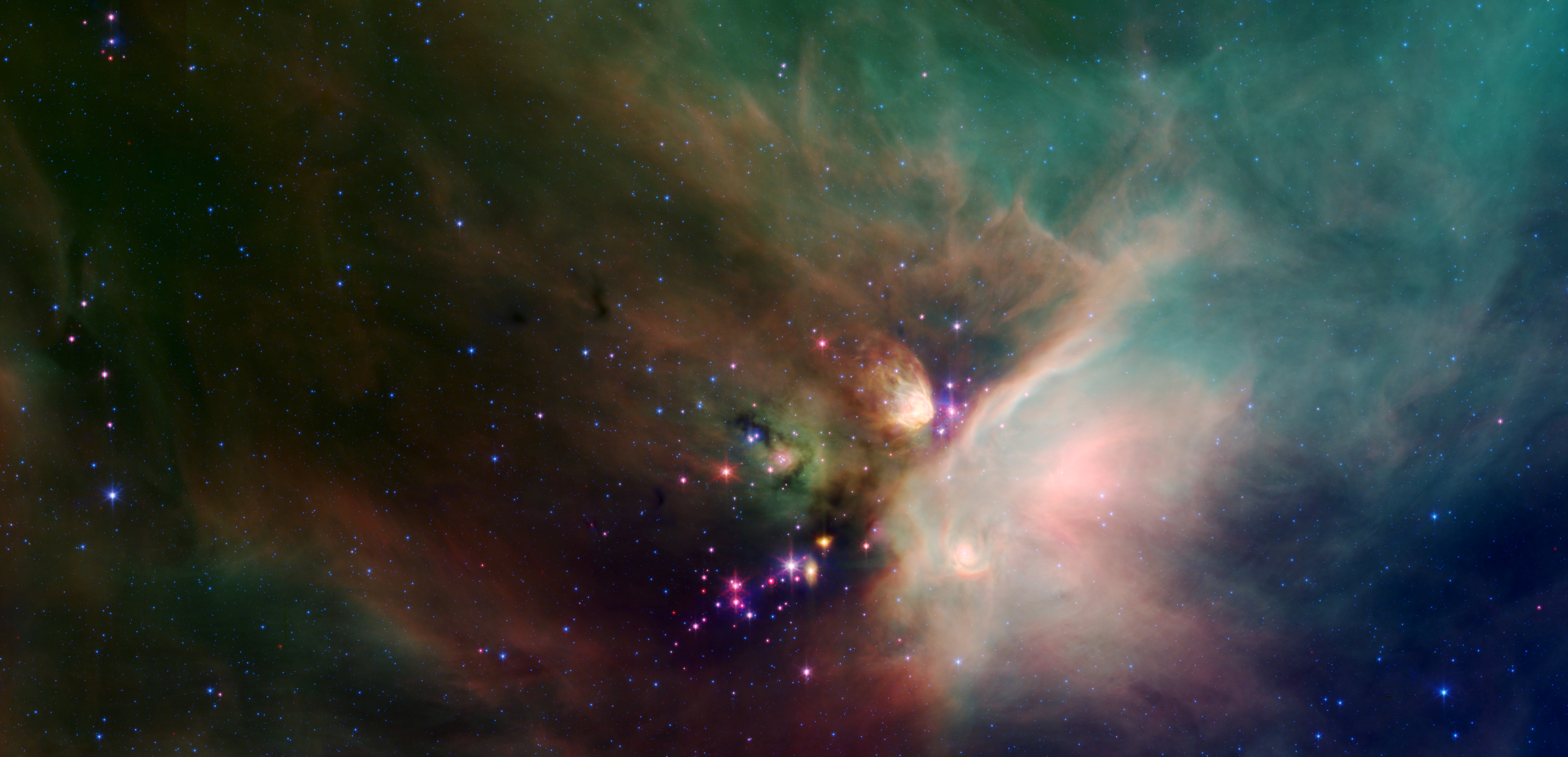
Jeunes proto-étoiles identifiées par le télescope spatial Spitzer dans le cœur de LDN 1688. Leur âge est d'environ 300000 ans.

Au fil des années, la région de LDN 1688 a fait l'objet de relevés visant à identifier et cataloguer les étoiles et les systèmes stellaires en formation ou très jeunes. Ces études ont été menées à la fois dans l'infrarouge proche, moyen et lointain, ainsi que dans les domaines des rayons X et des micro-ondes pour détecter les sources de rayonnement cachées par les gaz denses du nuage.
Dans le proche infrarouge, des étoiles T Tauri ont principalement été identifiées, au sein desquelles le pourcentage de systèmes multiples semble être supérieur à celui que l'on rencontre dans les populations ordinaires d'étoiles sur la séquence principale,, mais pas de manière particulièrement consistante. Grâce à l'Infrared Space Observatory (ISO) et au télescope spatial Spitzer, des cartes de la région dans l'infrarouge moyen et lointain ont été obtenues. En analysant les observations de l'ISO, 425 sources ont été découvertes. Parmi celles-ci, 16 coïncident avec des jeunes objets stellaires de classe I (protoétoiles) et 92 avec des étoiles de classe II, d'une luminosité supérieure à 0,03 L☉. À celles-ci s'ajoutent 14 sources à spectre plat, c'est-à-dire en phase intermédiaire entre la classe I et la classe II. Parmi les membres de l'association, 119 présentent un excès de rayonnement dans l'infrarouge, signe de l'obscurcissement évident causé par le gaz qui les entourent. Le nombre total d'étoiles T Tauri identifié est égal à 200, dont 123 sont entourées par un disque circumstellaire dense et 77 entourées de disques plus épars.

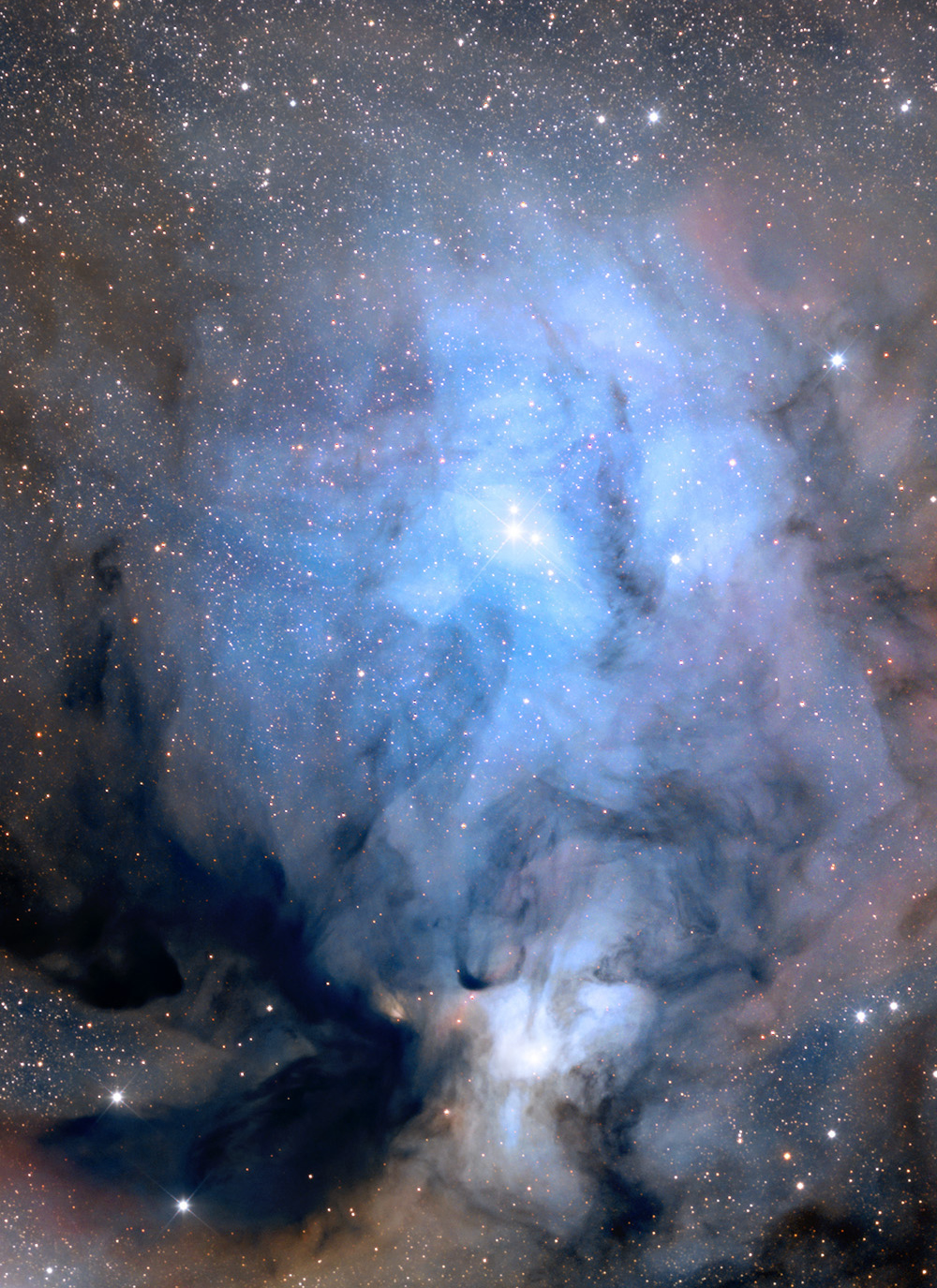
Le cœur de LDN 1688 (en bas à gauche). La région est visuellement dominée par l'étoile multiple ρ Ophiuchi et sa nébuleuse, IC 4604, vers le centre.

Les études menées avec Spitzer sur une zone de 14,4 degrés carrés autour du nuage ont révélé 323 possibles étoiles de la séquence pré-principale présentant un excès de rayonnement infrarouge, identifiées grâce au diagramme HR. Parmi celles-ci, 161 se trouvent dans LDN 1688, 27 dans le nuage voisin LDN 1689 et 13 dans le nuage périphérique LDN 1709, également inclus dans l'étude. Ces sources coïncident largement (environ 84 %) avec les protoétoiles de classe I. L'âge moyen des protoétoiles originaires du nuage est d'environ 300 000 ans, presque 20 000 fois inférieur à celui du Soleil, qui est de 5 milliards d'années. Toujours à l'aide des instruments de Spitzer, des investigations ont été menées sur les émissions de silicates et d'hydrocarbures aromatiques polycycliques des étoiles T Tauri dans les nuages LDN 1688 et LDN 1689. Les émissions de ces derniers composés sont relativement rares et ont été observées dans le spectre de certaines des étoiles examinées, comme WL 16, une étoile Ae/Be de Herbig et SR 21. Cette dernière montre notamment un disque interne exempt de poussière, ce qui pourrait indiquer des phénomènes de formation planétaire en cours.
Les observations en rayons X des noyaux denses du nuage de Rho Ophiuchi ont été menées à la suite du perfectionnement des techniques d'observation à ces longueurs d'onde. 201 jeunes étoiles ont été détectées aux rayons X dans le nuage, et beaucoup ont également été identifiées dans l'infrarouge. La plupart de ces étoiles sont situées à l'intérieur des noyaux A, E et F. Leur fonction de luminosité en rayons X, considérant une distance d'environ 130 pc (∼424 al), est comparable à celle obtenue pour les étoiles de l'amas de la nébuleuse d'Orion. Curieusement, les jeunes objets stellaires qui émettent des rayons X semblent scintiller constamment et alternativement, à tel point qu'ils ont été décrits comme une sorte de « sapin de Noël » des rayons X. Cet effet pourrait être provoqué, selon certaines hypothèses, par l'échauffement de leur plasma qui est bloqué par leur champ magnétique, comme semble le suggérer le spectre variable et très fort de ces objets. Cependant, le mécanisme par lequel le plasma est chauffé, ainsi que sa forme géométrique, restent à l'étude. Certains modèles prédisent l'existence de grands anneaux magnétiques et d'un champ magnétique modéré,.
Les nombreux jets de gaz observés dans les régions les plus denses du nuage indiquent la présence de phénomènes de formation d'étoiles à leurs premiers stades. Cependant, la très haute densité des gaz du nuage est un obstacle à l'observation de ces phénomènes, à tel point que jusqu'au début des années 1990 seuls les objets Herbig-Haro les plus notables étaient connus, aujourd'hui connus comme HH 79 et HH 224. À ceux-ci s'ajoutent trente autres, qui se trouvent cependant tout autour de la bordure du nuage, qui présente l'extinction la plus basse ; cela entraîne souvent une difficulté à identifier les étoiles responsables de l'excitation de leurs gaz,. La présence de masers, souvent à base d'eau, révèle que certaines des jeunes étoiles en formation subissent une perte de masse.

### Phénomènes périphériques

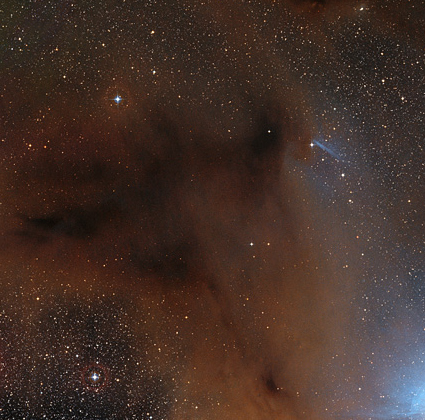
Le nuage LDN 1689. À l'intérieur sont présentes de très jeunes étoiles en formation faisant l'objet de nombreuses études.

Également situé à proximité, LDN 1689 a été étudié et cartographié dans plusieurs domaines de longueurs d'onde. Mais à cause de sa densité plus faible, les phénomènes de formation d'étoiles y sont beaucoup moins actifs. En raison de leur faible densité, les longs courants nébuleux s'étendant à l'est du nuage de Rho Ophiuchi présentent une absence presque totale de phénomènes de formation d'étoiles, alors qu'ils sont plus actifs sur le point de conjonction avec les deux nuages majeurs.
Dans le nuage de LDN 1689 est localisée une source infrarouge parmi les plus étudiées dans le ciel, désignée IRAS 16293-2422. Cette source, qui est une protoétoile binaire très jeune de classe 0, est associée à un noyau gazeux dense qui est composé de deux corps principaux, indiqués par les lettres A et B, et séparés d'environ 5,2 secondes d'arc (soit 900 unités astronomiques (ua) considérant une distance d'environ 175 pc (∼571 al)). Les deux composantes ont des propriétés différentes : la composante A (également nommée I16293A), la plus méridionale, possède les raies en émission les plus fortes et est associée à un maser à eau. La composante B (I16293B), plus faible, montre quant à elle des émissions compactes et possède un disque de poussière stratifié, qui pourrait être un disque protoplanétaire,. La source A est à son tour constituée de deux composantes, séparées par 0,64 seconde d'arc et nommées Aa et Ab. Le système produit un double jet avec de fortes émissions de CO ; le premier jet, orienté dans une direction nord-est - sud-ouest, est généré par la composante A, tandis que le second jet, orienté dans une direction est-ouest, provient de la composante B.

## Composantes stellaires
Grâce à la spectroscopie optique, il a été possible d'identifier le type spectral d'environ 140 composantes stellaires liées au nuage. À la suite de ces études, il est apparu que la plupart des étoiles de la pré-séquence principale qui y sont présentes ont une masse extrêmement faible ; de type spectral M, elles sont destinées à devenir des naines rouges. Les composantes les plus anciennes sont disposées dans les régions autour du nuage et leur âge moyen est le même que celui les étoiles de faible masse appartenant à l'association du Haut-Scorpion. Les étoiles placées vers le centre du nuage, par contre, ont un âge bien inférieur ; cela indique que les étoiles les plus externes se sont formées simultanément avec celles de l'association du Haut-Scorpion.
Parmi les composantes de masse plus faible et qui sont de type spectral M6 ou plus tardif, il y a un grand nombre de naines brunes probables. Ces corps célestes de basse température de surface ont été identifiés grâce à un sondage infrarouge approfondi des régions les plus internes et les plus denses du nuage de LDN 1688. Presque tous ces étoiles ont été découvertes par spectroscopie infrarouge. La plupart d'entre-elles montrent un excès considérable de rayonnement dans le proche et moyen infrarouge, indiquant la présence d'un disque circumstellaire. Parmi les naines brunes les plus massives, cependant, six ont pu être identifiées par spectroscopie optique. Trois d'entre-elles, GY 5, GY 37 et GY 204 seraient juste en-dessous de la limite de masse nécessaire pour déclencher la fusion nucléaire de l'hydrogène, tandis que les autres, GY 3, GY 264 et CRBR 46, sont encore un peu moins massives. Parmi ces astres se trouve également la première naine brune découverte dans une région de formation d'étoiles, nommée Rho Oph J162349.8-242601. Selon certaines études, qui examinent leurs raies en émission de l'hydrogène, les naines brunes appartenant au nuage de Rho Ophiuchi montrent un taux d'accrétion plus élevé que des objets similaires situés dans d'autres régions de formation d'étoiles.

## Interactions avec l'environnement extérieur

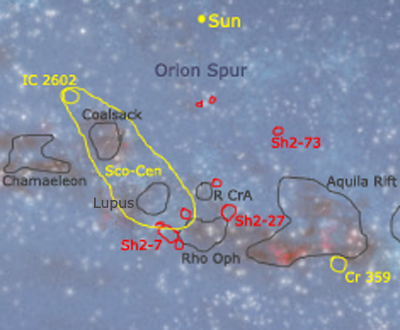
Carte des régions internes du bras d'Orion les plus proches du système solaire.

L'environnement galactique dans lequel se trouve le nuage de Rho Ophiuchi est particulièrement complexe. Il est situé sur le bord intérieur du bras d'Orion, de sorte que vu de la Terre, il apparaît dans la direction du bulbe de la Voie lactée. Par conséquent, il est physiquement complètement détaché des autres nébuleuses visibles à proximité, qui sont à une distance beaucoup plus grande, comme la nébuleuse de la Lagune et la nébuleuse de l'Aigle. Le nuage de Rho Ophiuchi, en revanche, constitue l'extrémité la plus au nord d'un vaste système de nuages et d'associations d'étoiles qui s'étendent visuellement le long de presque toute la branche sud de la Voie lactée. À quelques dizaines de parsecs, à une latitude galactique légèrement plus élevée, est localisé le sous-groupe du Haut-Scorpion, qui constitue l'extrémité la plus orientale de l'association Scorpion-Centaure.
D'autres nuages sombres sont liés à cette association, comme par exemple le nuage du Loup, une nébuleuse dense et obscure dans laquelle se déroule la formation d'étoiles de petite et moyenne masses. Selon les modèles dynamiques, les processus du nuage du Loup ont été déclenchés par les ondes de choc provoquées par les explosions de supernovas dans la partie orientale de l'association (c'est-à-dire dans le Haut-Scorpion).
Selon les mêmes modèles, ces ondes de choc seraient également responsables du déclenchement des phénomènes de formation d'étoiles au sein même du nuage de Rho Ophiuchi. Il y a environ un million d'années, les ondes de choc auraient comprimé les gaz du nuage, provoquant son effondrement en plusieurs points et engendrant ainsi les premières étoiles.
À une distance d'environ 130 pc (∼424 al) du système solaire se situe la nébuleuse de la Pipe, un jeune nuage moléculaire qui se trouve dans la même région que le nuage de Rho Ophiuchi, à quelques dizaines de parsecs de lui ; dans ce nuage les phénomènes de formation d'étoiles sont très limités et confinés à la région de B 59, la section du nuage la plus proche de ρ Ophiuchi. À la même distance, mais à une latitude galactique différente, se trouve également le nuage de la Couronne australe, un petit complexe nébuleux dans lequel la formation d'étoiles de petite, moyenne et grande masses est active, jusqu'aux étoiles de classe B (étoiles bleu-blanc de la séquence principale et d'Herbig Be). Les très jeunes variables R CrA et T CrA sont associées à cette région. En raison de sa position différente sur le plan galactique, ce nuage ne fait pas partie, contrairement aux précédents, ni à la ceinture de Gould, ni à l'anneau de Lindblad, mais il s'inscrit dans le cadre de la bulle de la Boucle I.